# Matt Mullan

a Compétitions nationales et continentales officielles uniquement.

b Matchs officiels uniquement.
Dernière mise à jour le 27 décembre 2018.
Matthew James Mullan, né le 23 février 1987 à Brighton, est joueur de rugby à XV international anglais qui évolue préférentiellement au poste de pilier mais peut aussi jouer talonneur.

## Carrière
Issu de l'académie de rugby de Worcester, Matt Mullan débute avec l'équipe professionnelle le 3 décembre 2005 lors d'un match de la coupe anglo-galloise contre les Dragons perdu 33-10. La saison suivante, il fait ses débuts en championnat ainsi qu'en Challenge européen. En 2008, il atteint la finale du Challenge européen qu'il perd 24-16 contre Bath.
Il débute avec l'équipe d'Angleterre lors du match contre l'Italie comptant pour le Tournoi des six nations 2010.

## Palmarès
- Finaliste du Challenge européen en 2008

## Statistiques en équipe nationale
- 9 sélections
- Sélections par années : 1 en 2010 en rugby  à XV, 1 en 2013, 7 en 2014
- Tournoi des Six Nations disputés : 2010, 2014